# Козеев, Константин Мирович
Константин Мирович Козеев (род. 1 декабря 1967 года, Калининград), Московская область) — российский космонавт. Герой Российской Федерации (2002).

## Биография
В 1983 году окончил среднюю школу и поступил в Калининградский механический техникум, в котором учился до 1987 года. После окончания техникума два года проходил срочную службу в армии. По окончании службы работал тренером по конькобежному спорту в спорт-клубе «Вымпел» (г. Калининград).
В 1992 году окончил Московский авиационный технологический институт. С 1991 по 1996 год работал в РКК «Энергия» в начале техником, впоследствии инженером-технологом.
2 апреля 1996 года был зачислен кандидатом в отряд космонавтов.

### Полёт в космос
До 2000 года проходил подготовку в составе группы космонавтов по программе МКС. В 2001 году был дублером бортинженера корабля «Союз ТМ-32».
С 21 по 31 октября 2001 года совершил космический полёт в должностии бортинженера на корабле «Союз ТМ-33», вместе с Виктором Афанасьевым и Клоди Андре-Деэ. На Землю вернулся на борту корабля «Союз ТМ-32». До полета М. Шаттлворта был самым молодым (по дате рождения) из слетавших в космос.
Статистика
| # | Стартовый корабль | Старт, UTC        | Экспедиция               | Корабль посадки | Посадка, UTC      | Налёт                      | Выходы в открытый космос | Время в открытом космосе |
| - | ----------------- | ----------------- | ------------------------ | --------------- | ----------------- | -------------------------- | ------------------------ | ------------------------ |
| 1 | Союз ТМ-33        | 21.10.2001, 08:59 | Союз ТМ-33, МКС-3 (ЭП-2) | Союз ТМ-32      | 31.10.2001, 04:59 | 09 суток 19 часов 59 минут | 0                        | 0                        |
|   |                   |                   |                          |                 |                   | 09 суток 19 часов 59 минут | 0                        | 0                        |

### Завершение карьеры космонавта
Козеев работал в отряде космонавтов до 2008 года, однако в космос больше не летал. С 2008 года продолжает работать в РКК «Энергия».

### Семейное положение
Разведён. Детей нет.

## Награды

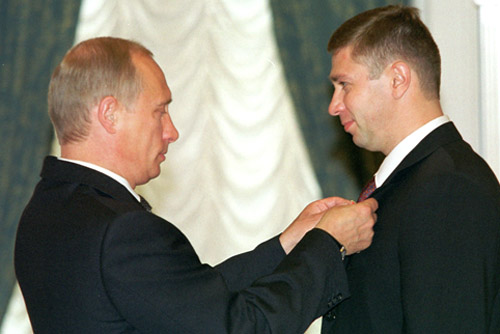
2002 год, Владимир Путин награждает Козеева

- Герой Российской Федерации (10 апреля 2002 года).
- Медаль «За заслуги в освоении космоса» (12 апреля 2011 года) — за большие заслуги в области исследования, освоения и использования космического пространства, многолетнюю добросовестную работу, активную общественную деятельность[4]
- Летчик-космонавт Российской Федерации (10.04.2002).